# بیرینجی شاهسون
بیرینجی شاهسون (به لاتین: Birinci Şahsevən) یک منطقه مسکونی در جمهوری آذربایجان است که در شهرستان بیلقان واقع شده است. بیرینجی شاهسون ۷۳۴۵ نفر جمعیت دارد.